# Liste der Monuments historiques in Orcemont
Die Liste der Monuments historiques in Orcemont führt die Monuments historiques in der französischen Gemeinde Orcemont auf.

## Liste der Bauwerke
| Bezeichnung       | Beschreibung              | Standort | Kennzeichnung | Schutzstatus | Datum | Bild           |
| ----------------- | ------------------------- | -------- | ------------- | ------------ | ----- | -------------- |
| Kirche St-Eutrope | Erbaut im 16. Jahrhundert | (Lage)   | PA78000013    | Inscrit      | 2001  | weitere Bilder |

## Liste der Objekte

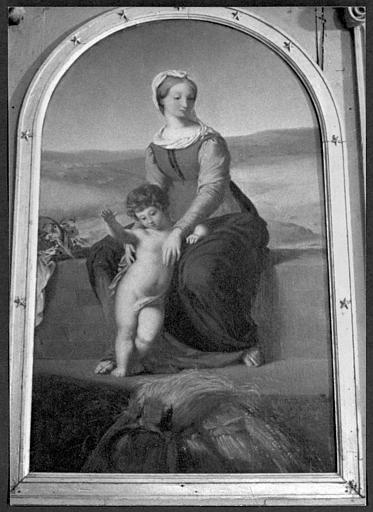
Gemälde Madonna mit Kind in der Kirche St-Eutrope

- Monuments historiques (Objekte) in Orcemont in der Base Palissy des französischen Kultusministeriums